# Patrick Onzia
Patrick Onzia (Deurne, 23 september 1968) is een Belgisch acteur en zanger.

## Levensloop en carrière
Onzia werd geboren in 1968. In de beginjaren van zijn carrière trad hij op als schlagerzanger. In 1991 speelde hij een rol in de serie Drie Mannen onder 1 dak met Ruud De Ridder en Sven De Ridder. In 1995 had hij een tijdelijke rol in Familie. Sinds 2007 speelt hij vaak mee in producties van Studio 100. Zo speelt hij de hoofdrol in Dobus. Sinds 2020 baat Patrick Onzia een ijssalon uit in zijn woonplaats Westmalle. 

## Beknopte filmografie
- Drie Mannen onder 1 Dak, 1991
- Familie, 1995
- Spoed, 2003
- Mega Mindy, 2007
- Hotel op stelten, 2008
- Dobus, 2009
- Robin Hood, 2012
- K3 kan het show 2012
- Samson en Gert, 2004-2013

## Theater en musicals
- Een Perfect Huwelijk – Rik (2014-2015)
- Nonkel Jef in het Theater – Zotten Dré (2016)

## Discografie (singles)
- Ik word niet goed van dat gedoe (1987)
- Hoepa hoele (1987)
- Nergens is het zo goed (1988)
- Ik heb m'n hart verloren (1988)
- En ze danst (1989)
- Maar, wedden dat (1990)
- O.K. (1990)
- Ik wil bij jou zijn (1992)
- Ja ja, zo zijn de meisjes (1992)
- Lena (1993)
- Zoon van mijn vader (1994)
- Weer bij jou (1994)
- Wat zij verborg (1995)
- Helemaal niets (1996)
- Ik hou van alle vrouwen (1997)
- Op stap (1997)
- Want als ik dans met jou (1998, duet met Severine Doré)
- Laat de zomer in je hart (2013)
- Iedereen lacht (2014)
- Vergeet niet te leven (2017)
- Zet nu de tijd maar stil (2018)
- Voorbijgevlogen (2018)
- Laat het los (2021)
- Door de golven (2023)